# Virus sincicial respiratori
El virus sincicial respiratori humà (VSRH) o ortopneumovirus humà és un virus sincicial que causa infeccions de les vies respiratòries.
És una de les causes principals de les infeccions de les vies respiratòries baixes i de les visites a l'hospital durant la infància.
Als climes temperats hi ha una epidèmia anual durant els mesos d'hivern; en climes tropicals, la infecció és més freqüent durant la temporada de pluges.
Als Estats Units, el 60% dels nadons estan infectats durant la primera temporada d'infecció, i gairebé tots els nens hauran estat infectats amb el virus entre els 2-3 anys. De les persones infectades pel VSRH, entre el 2-3% desenvoluparà bronquiolitis, necessitant hospitalització. La infecció natural amb VSRH indueix una immunitat protectora que disminueix amb el pas del temps (possiblement més que altres infeccions víriques respiratòries) i, per tant, les persones poden ser infectades diverses vegades. S'han trobat infeccions greus per VSRH en pacients ancians. Els adults joves es poden tornar a infectar cada cinc o set anys, presentant símptomes com una sinusitis o un refredat (les infeccions també poden ser asimptomàtiques).
Es pot utilitzar una medicació profilàctica, palivizumab, per prevenir el VSRH en nadons prematurs (menors de 35 setmanes), nadons amb cardiopaties congènites o displàsia broncopulmonar, i nadons amb malformacions congènites de la via aèria. El tractament es limita a l'atenció de suport, inclosa l'oxigenoteràpia i un suport respiratori més avançat amb CPAP o oxigen nasal d'alt flux, segons sigui necessari.